# Alpro

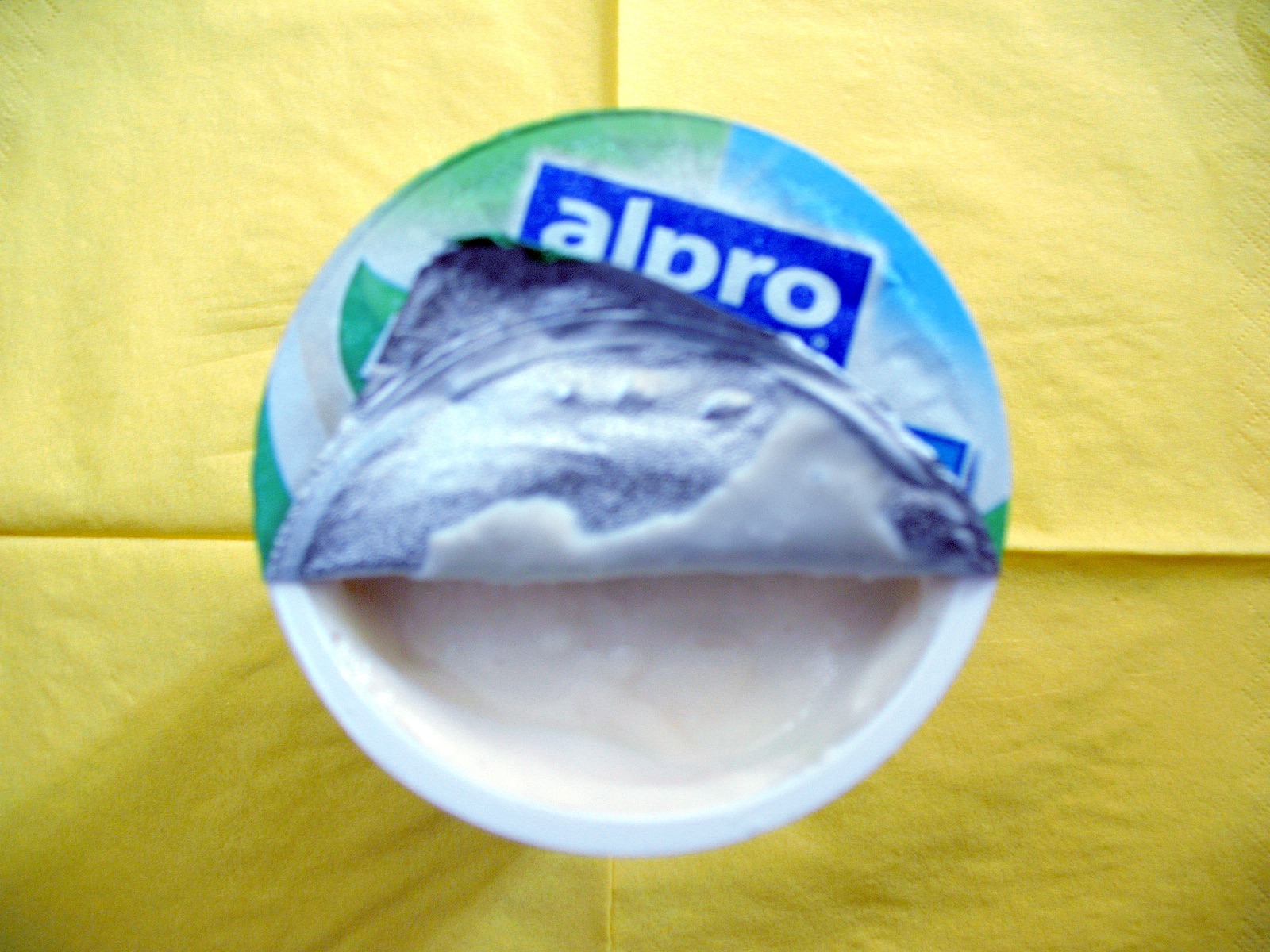
Alpro大豆酸奶

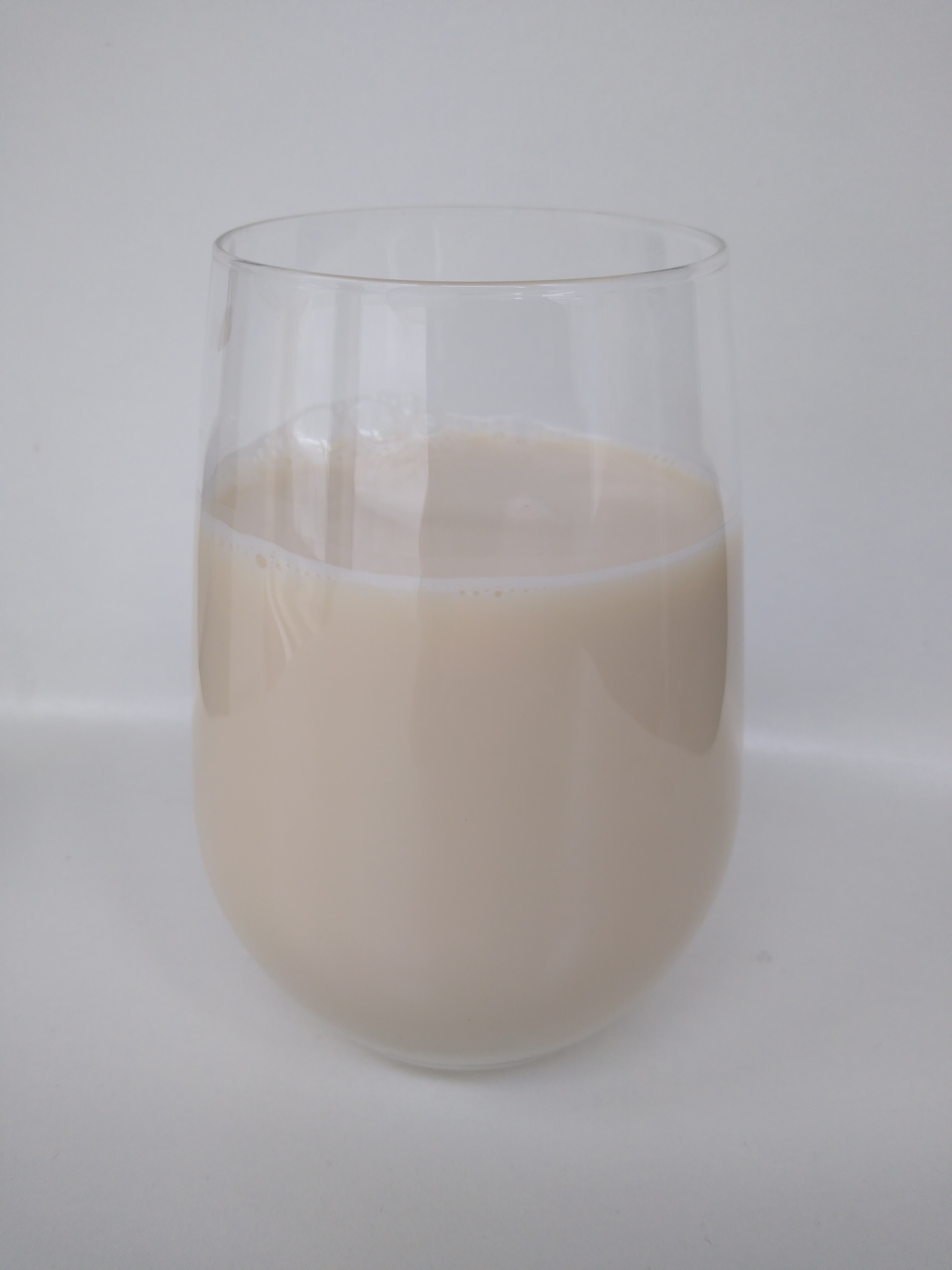
Alpro杏仁牛奶

Alpro是一家比利时食品企业，总部位于根特，主要经营植物食品及饮料。Alpro成立于1980年，并於2000年在英国伯顿拉蒂默建立了一家豆浆厂。另外該公司在法國和比利時也有工廠。